# Elm Grove
Elm Grove é uma vila localizada no estado norte-americano de Wisconsin, no Condado de Waukesha.

## Demografia
Segundo o censo norte-americano de 2000, a sua população era de 6249 habitantes.
Em 2006, foi estimada uma população de 6088, um decréscimo de 161 (-2.6%).

## Geografia
De acordo com o United States Census Bureau tem uma área de
8,4 km², dos quais 8,4 km² cobertos por terra e 0,0 km² cobertos por água.

## Localidades na vizinhança
O diagrama seguinte representa as localidades num raio de 8 km ao redor de Elm Grove.